# Tulijärvi (sjö i Suomussalmi, Kajanaland)
Tulijärvi är en sjö i kommunen Suomussalmi i landskapet Kajanaland i Finland. Den är 1,4 meter djup. Arean är 47 hektar och strandlinjen är 4,76 kilometer lång. Sjön  ingår i Uleälvens huvudavrinningsområde.   Den ligger omkring 110 kilometer nordöst om Kajana och omkring 580 kilometer norr om Helsingfors. 